# Karl Heinz Klausmann
Karl Heinz Klausmann (* 6. Mai 1922 in Mannheim; † 14. April 1945) war ein deutscher Widerstandskämpfer jüdischer Abstammung, der im Kampf gegen den Nationalsozialismus in der Résistance sein Leben ließ.

## Leben
Karl Heinz Klausmann wurde als uneheliches Kind von Margarethe Fulda und Ernst Hirsch geboren. Beide Elternteile waren Juden. Im Alter von drei Monaten wurde er von Kamill Klausmann und Maria Katharina Klausmann, geb. Hartmann, aufgenommen und im Februar 1928 adoptiert. Seine Adoptiveltern erzogen ihn christlich, sodass Klausmann im Februar 1929 evangelisch getauft und 1937 konfirmiert wurde.
Seine Kindheit verbrachte Klausmann in Schriesheim, wo er die Volksschule besuchte. Nach seinem Schulabschluss begann er auf dem Hofgut Fremersberg bei Baden-Baden eine Ausbildung, die ihm sein Vater vermittelte. Nach kurzer Zeit wechselte Klausmann jedoch zum Geflügelhof von Hauptmann-Behrens nach Achern. Hier benötigte er erstmals einen Nachweis über seine „arische Abstammung“. Nachforschungen des Bezirksamtes Mannheim belegten schnell, dass beide seiner Elternteile sowie alle vier Großeltern Juden waren, sodass Klausmann offiziell als „Volljude“ bezeichnet wurde. Im Jahr 1940 erhielt er deshalb eine so genannte „Volkskarteikarte“, die ihn als Jude auswies.
Um Klausmann zu helfen, beschäftigte die Familie Fornoff ihn im Mai 1939 auf ihrem Geflügelhof in Weinheim. Da der Besitzer als Soldat eingezogen worden war, leitete Klausmann die Geflügelfarm im Auftrag von Frau Fornoff.
Am 22. Oktober 1940 entging Klausmann der Deportation sämtlicher Juden aus Baden und der Saarpfalz. Es gibt lediglich die Vermutung, dass Frau Fornoff sich bei ihrem Nachbar, dem Ministerpräsidenten Walter Köhler (1897–1989), für ihn eingesetzt hatte. Eindeutig belegt ist dies jedoch nicht. Als im Dezember 1941 weitere Deportationen, so genannte „Abwanderungstransporte“, folgten, plante Klausmann mithilfe seines Vaters und seinen Freunden und die Flucht nach Frankreich. Um die Finanzierung seiner Flucht sicherzustellen, verkaufte Klausmann zuvor einige Hühner der Farm. In Bezug auf die Deportationen erwähnte Klausmanns Vater später, dass sich sein Sohn nicht hätte vorstellen können, künftig mit Juden zusammen zu leben.
Die Flucht ins so genannte Vichy-Frankreich gelang ihm. Wo sich Klausmann im Zeitraum zwischen April 1942 und Herbst 1943 aufhielt, lässt sich nicht rekonstruieren. Sicher ist jedoch, dass er sich im September 1943 der Résistance anschloss.

## Widerstandshandlungen
Nach seiner Flucht in die unbesetzte Zone Frankreichs engagierte sich Klausmann bei mehreren Gruppen der Résistance. Ab September 1943 wird Klausmann zunächst unter dem Decknamen „Charlot“ Teil der Widerstandsgruppe „Maquis de Beaubery“. Hier beteiligte er sich an Kämpfen gegen die Deutschen in Charolais. Nach einer Niederlage der Maquis de Beaubery am 11. November 1943 kommt es zur Neugruppierung der einzelnen Widerstandsgruppen und ihrer Führungskräfte. Die Maquis de Beaubery und die Maquis de Cruzille kämpften von nun an gemeinsam unter dem Namen „Maquis de Chauffailles“. Klausmann wurde eines der 38 Mitglieder dieser neugegründeten Gruppe. Anführer der Gruppe war Gaston Gireaud („Petit Jules“).
Nach einem Verrat des Aufenthaltsortes der Gruppe wurde Klausmann als einziger der Gefassten nicht erschossen, sondern im Gefängnis Montluc in Lyon von den Deutschen gefangen genommen. Trotz Folter verriet Klausmann keine der Widerstandsgruppen. Um die Helfer der Gruppe ausfindig zu machen, fuhren die Deutschen mit Klausmann in die umliegenden Dörfer und konnten trotz Klausmanns mangelnder Unterstützung den Bauernhof ausmachen, auf dem die Gruppe den Winter 1943/1944 verbrachte. Daraufhin wurde dieser niedergebrannt. Die Deutschen sahen in Klausmann einen neuen Komplizen, weshalb er unter der Bedingung, die Aufenthaltsorte von den Anführern Claude Rochat und Vincent Bertheaud ausfindig zu machen, freigelassen wurde.
Als Klausmann Rochat wiedertraf, misstraute Rochat ihm zuerst. Wenig später brachte er Klausmann jedoch erneut bei einer Widerstandsgruppe unter. Um weiter gegen die deutsche Besetzung zu kämpfen, schloss sich Klausmann zuerst der Gruppe „Marquis de Chauffailles FFI“ und anschließend dem „3. Bataillon du Charolais FFI“ an. Nach der Befreiung Frankreichs löste sich die Résistance auf, sodass sich die meisten Mitglieder der französischen Armee anschlossen. Da Klausmann Deutscher war, blieb ihm diese Möglichkeit zwar verwehrt, jedoch konnte er ab September 1944 bei der Fremdenlegion „Légion étrangère (L.E.)“ für die Befreiung des Elsass und der französischen Alpen kämpfen. Am 14. April 1945 fiel Klausmann als Soldat der 11. Halbbrigade bei Castillon. Zu diesem Zeitpunkt war seine Heimat Schriesheim bereits seit einigen Wochen befreit.

## Würdigung
- Mahnmal in Thel, erinnert an den Kampf am 3. Mai 1944, von Mitgliedern der Widerstandsgruppen und Freunden am 50. Jahrestag errichtet (seit 1994)
- Namenseintrag in Mannheim auf dem Glaskubus vor P2: Tafel 1, Reihe 35, Nr. 1 (seit 2003)
- Namenseintrag in Schriesheim auf der Tafel 7 für die Opfer der nationalsozialistischen Gewaltherrschaft an der Kriegsopfergedenkstätte, Bismarckstraße (seit 2006)
- Stolperstein am zuletzt gemeldeten Wohnort in Weinheim, Mühlweg 12 (seit 2007)
- Stolperstein am letzten frei gewählten Wohnsitz in Schriesheim, Mainzer Land 5 (seit 2012 bzw. 2021)